# Andrej Dvoršak
Andrej Dvoršak, slovenski novinar in publicist, * 16. 2. 1950, Novo mesto. Umrl 2018.
Poklicno novinarsko kariero je začel leta 1977 pri časopisu, kasneje reviji Obrtnik. Bil je dopisnik in komentator Borbe in urednik Slovenca ter Slovenskih novic do leta 1999, ko je zapustil novinarstvo in se preusmeril v publicistiko in informatiko. 